# Rigurgito
Il termine rigurgito si riferisce alla escrezione del contenuto esofagico sino alla gola o alla bocca e a volte sino alle vie aeree. Diversamente da quanto avviene nella ruminazione e nel vomito, il materiale emesso non proviene dallo stomaco. Spesso appare in posizione di decubito e non contiene né acido né bile, perché il contenuto rigurgitato non ha ancora raggiunto lo stomaco. Non è preceduto da nausea poiché quest'ultima è causata da alimenti presenti nello stomaco. Il rigurgito non è associato alla contrazione della muscolatura addominale.

## Sintomatologia
Il rigurgito è composto da succhi gastrici e da chimo e a volte può esserci la presenza di bile. 
Si differenzia dal vomito per la mancanza di nausea e di contrazioni del diaframma e dei muscoli addominali.

## Eziologia
- Malattie motorie dell'esofago
- Diverticoli esofagei
- Stenosi esofagee

Il rigurgito può portare due gravi complicanze, quali la malnutrizione e la polmonite ab ingestis causata dall'arrivo nei polmoni di minime quantità di cibo. Il rigurgito, assieme al vomito, è un fenomeno molto frequente in alcuni animali, come ad esempio gli ofidi, i carnivori o gli uccelli.